# آزمایشگاه کنترل دوپینگ ایران
آزمایشگاه کنترل دوپینگ ایران آزمایشگاه غرب آسیا در کنترل و مبارزه با زورافزایی (دوپینگ) است.(این آزمایشگاه در حال حاضر چندین سال است که غیر فعال است).